# فینال جام حذفی فوتبال ایران ۱۳۸۶
فینال جام حذفی فوتبال ایران ۱۳۸۶ بیستمین فینال جام حذفی ایران بود که بین دو تیم صبا باتری و سپاهان برگزار شد و در نهایت به قهرمانی سپاهان منجر شد. دور رفت این بازی که به صورت رفت و برگشت انجام شد در رباط کریم و بازی برگشت در اصفهان برگزار شد.

## رفت

### گزارش بازی
در این دیدار که از ساعت ۱۷ در ورزشگاه شهید درخشان رباط کریم برگزار شد، تیم فوتبال سپاهان موفق شد با نتیجه یک بر صفر برابر میزبان خود صبا باتری به پیروزی دست یابد. این مسابقه تا دقیقه ۶۰ با نتیجه مساوی بدون گل در جریان بود اما در این دقیقه خطای مرتضی اسدی روی محمود کریمی که باعث اخراج این بازیکن شد، سپاهان را صاحب یک ضربه پنالتی کرد تا هادی عقیلی همانند دیدار رده بندی پشت توپ ایستاد و موفق شد این ضربه را به گل تبدیل کند.

### حواشی بازی رفت
- لوکا بوناچیچ سرمربی تیم فوتبال سپاهان اصفهان به علت اخراج در مسابقه گذشته این تیم برابر پرسپولیس تهران، از جایگاه ویژه این دیدار را تماشا می‌کرد.

## برگشت

### گزارش بازی
سپاهان که بازی رفت را با نتیجه یک برصفر به سود خود به پایان برده بود در این دیدار سه بار توسط محمود کریمی در دقیقه ۴۳ ، ابراهیم لوینیان در دقیقه ۵۵ و حسین پاپی در دقیقه ۸۸ به گل رسید تا در مجموع با نتیجه ۴ برصفر برابر صبا باتری به برتری برسد و عنوان قهرمانی این دوره از رقابت‌ها را چون سال قبل از آن خود کند.

## مسیر فینال
| صبا باتری  | صبا باتری | صبا باتری     | صبا باتری | مرحله            | سپاهان    | سپاهان | سپاهان        | سپاهان |
| ---------- | --------- | ------------- | --------- | ---------------- | --------- | ------ | ------------- | ------ |
| حریف       | نتیجه     | میزبان/میهمان | گل‌زنان    | مرحله حذفی       | حریف      | نتیجه  | میزبان/میهمان | گل‌زنان |
| کوثر تهران | ۲-۱       | مهمان         |           | یک شانزدهم نهایی | نوژن      | ۲-۰    | میزبان        |        |
| برق شیراز  | ۲-۱       | میزبان        |           | یک‌هشتم نهایی     | سایپا     | ۲-۰    | میزبان        |        |
| صنعت نفت   | ۱-۰       | مهمان         |           | یک چهارم نهایی   | تربیت یزد | ۳-۲    | میزبان        |        |
| پیکان      | ۲-۱       | مهمان         |           | نیمه نهایی       | پرسپولیس  | ۴-۱    | مهمان         |        |

## فینال

### رفت
| صبا باتری | ۰–۱ | سپاهان             |
| --------- | --- | ------------------ |
| اسدی      |     | عقیلی ۶۰' (پنالتی) |

### برگشت
| سپاهان                                                | ۳–۰ | صبا باتری |
| ----------------------------------------------------- | --- | --------- |
| محمود کریمی ۴۴' · ابراهیم لوینیان ۵۵' · حسین پاپی ۸۸' |     |           |

## قهرمان
| قهرمان جام حذفی فوتبال ایران ۸۶–۱۳۸۵ |
| ------------------------------------ |
| سپاهان                               |
| سومین بار                            |

## مقالات مرتبط
- لیگ برتر فوتبال ایران ۸۶–۱۳۸۵
- جام حذفی فوتبال ایران ۸۶–۱۳۸۵
- سوپر جام فوتبال ایران